# Bhosga, Basavakalyan
Bhosga là một làng thuộc tehsil Basavakalyan, huyện Bidar, bang Karnataka, Ấn Độ.